# Zuu
Zuu (estilizado en mayúsculas) es el cuarto álbum de estudio del rapero estadounidense Denzel Curry. Fue publicado el 31 de mayo de 2019 a través de PH Recordings y Loma Vista. Como promoción, se embarcó en giras promocionales en el verano, siendo telonero de Billie Eilish y Suicideboys.

## Concepto
Luego de publicar Ta13oo, Curry describe haber tenido momentos de morriña, ya que se había mudado a Los Ángeles y no había visitado Miami desde el funeral de XXXTentacion. Debido a esto, el título del álbum Zuu es un apodo de su natal Carol City, aunque estuvo considerando otros nombres como Axis. El título definitivo fue idea de su manager Mark Maturah, con otros eventos ocurriendo durante las grabaciones, como una crisis nerviosa que sufrió y el inicio de sus terapias.
En una entrevista con The Fader, Curry expresa que con la excepción de «Shake 88», el resto de canciones fueron compuestas a través de freestyle rap. Inicialmente fue pensado como un mixtape, pero al momento de unir las canciones se mantiene un tema en común, aclarando que a pesar de su inspiración regional, fue grabado en Los Ángeles. Las colaboraciones fueron con raperos de Miami, desde establecidos como Rick Ross a emergentes como Ice Billion Berg y PlayThatBoiZay.

## Lista de canciones
| N.º   | Título                             | Productor(es)                            | Duración |  |
| 1.    | «Zuu»                              | FNZ · Fabio Aguilar · Keanu Beats        | 2:06     |  |
| 2.    | «Ricky»                            | FNZ                                      | 2:27     |  |
| 3.    | «Wish» (con Kiddo Marv)            | Charlie Heat · FNZ · Mickey de Grand IV  | 3:12     |  |
| 4.    | «Birdz» (con Rick Ross)            | FNZ                                      | 3:24     |  |
| 5.    | «Automatic» (con Tay Keith)        | Tay Keith                                | 3:02     |  |
| 6.    | «Speedboat»                        | Rugah Rahj                               | 3:42     |  |
| 7.    | «Bushy B Interlude»                | FNZ                                      | 1:05     |  |
| 8.    | «Yoo» (Plus Pierre)                |                                          | 1:04     |  |
| 9.    | «Carolmart» (con Ice Billion Berg) | FNZ · Jasper Harris                      | 2:44     |  |
| 10.   | «Shake 88» (con Sam Sneak)         | FNZ                                      | 2:27     |  |
| 11.   | «Blackland 66.6»                   | Shane Starks · Sam Sneak · Reyshod Curry | 0:49     |  |
| 12.   | «P.A.T.» (con PlayThatBoiZay)      | FNZ · Ronny J                            | 3:00     |  |
| 29:06 |                                    |                                          |          |  |

Notas1. 

Créditos de samples
- «Ricky» contiene un sample de «Twisted Blood» (2017), compuesto e interpretado por Luke Blair “Lukid”; y una interpolación de «Parents» (2013), compuesto e interpretado por Denzel Curry.
- «Wish» contiene una interpolación de «Genie» (1985), compuesto por Ulysses Kae Williams e interpretado por The B.B. & Q. Band.
- «Speedboat» contiene voces adicionales de J. Nick y un sample de «Don Juan (Et Le Coryphée)» (1973), compuesto e interpretado por Michel Magne.
- «Bushy B Interlude» contiene un sample no acreditado de «Poppin'» (2018), compuesto e interpretado por Bushy B.
- «Carolmart» contiene una interpolación de «So Fresh» (2005), interpretado por Trina junto a Plies.
- «Shake 88» contiene un sample de «Boot the Booty» (1988), interpretado por MC Cool Rock & MC Chaszy Chess.
- «P.A.T.» contiene un sample de «Possessed» (2011), compuesto e interpretado por Markese Rolle.

## Posicionamiento en listas
| Listas (2019)                           | Mejor posición |
| --------------------------------------- | -------------- |
| Australia (ARIA Charts)                 | 18             |
| Bélgica (Ultratop Flandes)              | 38             |
| Canadá (Canadian Albums)                | 36             |
| Estados Unidos (Billboard 200)          | 32             |
| Estados Unidos (Top R&B/Hip-Hop Albums) | 19             |
| Finlandia (Suomen virallinen lista)     | 33             |
| Francia (SNEP)                          | 184            |
| Irlanda (Irish Albums)                  | 36             |
| Lituania (AGATA)                        | 9              |
| Noruega (VG-lista)                      | 27             |
| Nueva Zelanda (Recorded Music NZ)       | 21             |
| Países Bajos (Album Top 100)            | 29             |
| Reino Unido (UK Albums)                 | 61             |
| Reino Unido (UK Hip Hop and R&B Albums) | 11             |
| Suiza (Schweizer Hitparade)             | 99             |